# Paralemnalia flabella
Paralemnalia flabella is een zachte koraalsoort uit de familie Nephtheidae. De koraalsoort komt uit het geslacht Paralemnalia. Paralemnalia flabella werd in 1833 voor het eerst wetenschappelijk beschreven door Quoy & Gaimard. 